# Dichoteleas striatus
Dichoteleas striatus (лат.) — вид наездников рода Dichoteleas из подсемейства Scelioninae (Scelionidae). Мадагаскар. Видовой эпитет относится к продольным полосам, имеющимся на мезоскутуме.

## Описание
Мелкие наездники-сцелиониды, длина около 3 мм. Этот вид можно определить по гладким скутеллюму и мезоскутуму, по буроватой груди, по продольным полосам на мезоскутуме между нотуалями, по аксиллярным килям (они треугольные и заострённые сзади или слегка изогнутые внутрь), по полностью развитым нотаулям, по отсутствию дорсального медианного киля на тергитах Т1—Т4 метасомы и чёрной голове. У сходного вида D. rubyae красная грудь, у D. hamatus другое строение аксиллярных килей, а у видов D. subcoeruleus, D. fulgidus и D. fuscus развит медианный киль на T1—T4. Усики 12-члениковые. Число максиллярных пальпомеров: 4. Форма максиллярных пальпомеров: удлинённая цилиндрическая. Число лабиальных пальпомеров: 2. На средних и задних голенях по одной шпоре, есть латеральные шипы на мезоскутеллуме и медиальный шип на метаскутеллуме.